# Oneirodes
Oneirodes es un género de peces que pertenece a la familia Oneirodidae.

## Especies
Se reconocen las siguientes especies:
- Oneirodes acanthias C. H. Gilbert, 1915
- Oneirodes alius Seigel & Pietsch, 1978
- Oneirodes anisacanthus Regan, 1925
- Oneirodes basili Pietsch, 1974
- Oneirodes bradburyae Grey, 1956
- Oneirodes bulbosus W. M. Chapman, 1939
- Oneirodes carlsbergi Regan & Trewavas, 1932
- Oneirodes cordifer Prokófiev, 2014[2]
- Oneirodes clarkei Swinney & Pietsch, 1988
- Oneirodes cristatus Regan & Trewavas, 1932
- Oneirodes dicromischus Pietsch, 1974
- Oneirodes epithales J. W. Orr, 1991
- Oneirodes eschrichtii Lütken, 1871
- Oneirodes flagellifer Regan & Trewavas, 1932
- Oneirodes haplonema A. L. Stewart & Pietsch, 1998
- Oneirodes heteronema Regan & Trewavas, 1932
- Oneirodes kreffti Pietsch, 1974
- Oneirodes luetkeni Regan, 1925
- Oneirodes macronema Regan & Trewavas, 1932
- Oneirodes macrosteus Pietsch, 1974
- Oneirodes melanocauda Bertelsen, 1951
- Oneirodes micronema Grobecker, 1978
- Oneirodes mirus Regan & Trewavas, 1932
- Oneirodes myrionemus Pietsch, 1974
- Oneirodes notius Pietsch, 1974
- Oneirodes parapietschi Prokófiev, 2014[3]
- Oneirodes pietschi H. C. Ho & K. T. Shao, 2004
- Oneirodes plagionema Pietsch & Seigel, 1980
- Oneirodes posti Bertelsen & Grobecker, 1980
- Oneirodes pterurus Pietsch & Seigel, 1980
- Oneirodes rosenblatti Pietsch, 1974
- Oneirodes sabex Pietsch & Seigel, 1980
- Oneirodes schistonema Pietsch & Seigel, 1980
- Oneirodes schmidti Regan & Trewavas, 1932
- Oneirodes sipharum Prokófiev, 2014 [3]
- Oneirodes theodoritissieri Belloc, 1938
- Oneirodes thompsoni L. P. Schultz, 1934
- Oneirodes thysanema Pietsch & Seigel, 1980

### Lectura recomendada
- Eschmeyer, William N., ed. 1998. Catalog of Fishes. Special Publication of the Center for Biodiversity Research and Information, no. 1, vol 1-3. 2905.
- Nelson, Joseph S. 1994. Fishes of the World, Third Edition. xvii + 600.
- Overs. Danske Selsk. Forh., 1871, 56.